# Дубравный (Саратовская область)
Дубравный — поселок в Калининском районе Саратовской области. Входит в состав сельского поселения Симоновское муниципальное образование. 

## География
Находится на расстоянии примерно 8 километров на северо-восток от районного центра города Калининска.

## История
Официальная дата основания 1933 год.

## Население
Постоянное население составило 256 человек (русские 56%) в 2002 году, 153 в 2010.